# Юліан Рюерсон
Юліан Рюерсон (норв. Julian Ryerson, нар. 17 листопада 1997, Люнгдал, Норвегія) — норвезький футболіст, півзахисник німецького клубу «Боруссія» (Дортмунд) та національної збірної Норвегії.

## Ігрова кар'єра

### Клубна
Народився у містечку Люнгдал, що на півдні Норвегії. Грати у футбол починав у місцевому клубі. У 2013 році Рієрсон перейшов до молодіжного складу клубу «Вікінг». У липні 2015 року півзахисник дебютував у матчах Тіппеліги. Через рік Джуліан забив і свій перший гол у складі «Вікінга».
Влітку 2018 року Рюерсон підписав контракт на три роки з клубом німецької Другої Бундесліги «Уніоном» з Берліна. Уже в першому ж сезоні столичний клуб виборов підвищення до Бундесліги і в листопаді 2019 року Рієрсон зіграв перший матч у вищому німецькому дивізіоні.

### Збірна
У складі молодіжної збірної Норвегії Рієрсон провів 13 матчів у період з 2017 по 2018 роки. У 2020 році Рієрсон дебютував у національній збірній Норвегії.

## Особисте життя
Батько Юліана народився у США. Двоюрідний брат Рюерсона — Матіас Расмуссен також професійний футболіст, грає у норвезькому клубі «Бранн».